# Фетіх II Ґерай
Фетіх II Ґерай (крим. II Fetih Geray, ٢ فتح كراى‎, 1696-1746) — кримський хан у 1736—1737 рр. з династії Ґераїв, наступник Каплана I Ґерая, попередник Менґлі II Ґерая. Син Девлета II Ґерая, онук Селіма I Ґерая.
У третє правління Каплана I Ґерая був калгою. Ходив в перський похід, де прославився як людина великої відваги і військової честі щодо супротивника.
Отримав під своє управління Кримське ханство після нападу на країну Мініха. Наступного року росіяни знов рушили на Крим на чолі з Лассі. Фетіх II через роз'єднаність армії не зміг захистити Крим від вторгнення, яке обернулося для кримських татар катастрофою. Був зміщений з престолу. Помер в 1746 р. у Візі, де похований поблизу мечеті.